# Список умерших в 581 году

## Январь
- 4 января — Ферреол из Юзеса, епископ Юзесский и, возможно, епископ Нимский.

## Дата смерти неизвестна или требует уточнения
- Амрак, 5-й каган Гёктюрк (Небесных Тюрок) (581).
- Гогон, майордом, вероятный регент Австразии (575—581).
- Иезекииль, католикос-патриарх Церкви Востока (570—581).
- Павел II Чёрный, сирийский патриарх Антиохии (564—575).
- Сибард Ангулемский, святой затворник Ангулемский.
- Таспар-каган, 4-й тюркский каган (572—581).
- Цзин-ди, последний император Китайской/Сяньбийской династии Северная Чжоу (579—581).